# Gesualdo Bufalino
Gesualdo Bufalino (né le 15 novembre 1920 à Comiso, en Sicile et mort dans le même lieu le 14 juin 1996) est un écrivain et traducteur italien du XXe siècle associé à la « Génération des années trente ».

## Biographie
Il s'inscrit à la faculté de Lettres et Philosophie de l'université de Catane, mais en 1942, en raison de la Seconde Guerre mondiale, il est contraint d'interrompre ses études et est enrôlé dans l'armée. En 1943, dans le Frioul, le lieutenant Bufalino est capturé par les Allemands, mais parvient à s'échapper peu de temps après et se réfugie chez des amis en Émilie-Romagne, où il donne des leçons pour vivre. En 1944, cependant, il contracte la tuberculose et doit faire un long séjour, d'abord à Scandiano, où il se constitue une impressionnante bibliothèque. Après la Libération, il termine sa convalescence près de Palerme, dans un sanatorium du Conca d'Oro. Il obtient son congé en 1946.
De 1946 à 1948, il publie quelques textes dans la presse. Il amorce aussi sa carrière de traducteur d'œuvres littéraires françaises. Il donne ainsi le texte italien de poèmes de Paul-Jean Toulet et de textes de Jean Giraudoux et de Madame de La Fayette.
En 1950, il écrit son premier roman, Le Semeur de peste (Diceria dell'untore), mais ne le publiera qu'en 1981. Le roman remporte alors le prix Campiello. 
Il obtient en 1988 le prix Strega pour Les Mensonges de la nuit (Le Menzogne della notte) publié chez Bompiani.

## Œuvre

### Romans
- (it) Diceria dell'untore (1981) – prix Campiello 1981 Le Semeur de peste, traduit par Ludmilla Thévenaz, Lausanne/Paris, l'Âge d'Homme, coll. « Domaine italien », 1985 (BNF 34869607) ; réédition, Paris, Christian Bourgois, coll. « 10/18. Domaine étranger » no 2036, 1989  (ISBN 2-264-01404-0)
- (it) Argo il cieco ovvero i sogni della memoria (1984) Argos l'Aveugle ou les songes de la mémoire, traduit par Ludmilla Thévenaz, Paris, Éditions de Fallois, 1988  (ISBN 2-87706-007-1)
- (it) Le Menzogne della notte (Bompiani, 1988) – prix Strega 1988 Les Mensonges de la nuit, traduit par Jacques Michaut-Paternò, Paris, Julliard, 1989  (ISBN 2-260-00647-7) ; réédition, Paris, Presses Pocket no 3498, 1990  (ISBN 2-266-03500-2) ; réédition, Paris, Cambourakis, coll. « Cambourakis poche », 2019  (ISBN 978-2-36624-443-4)
- (it) Qui pro quo (1991) Qui pro quo, traduit par Jacques Michaut-Paternò, Paris, Julliard, 1993  (ISBN 2-260-00967-0)
- (it) Tommaso e il fotografo cieco (1996)

### Recueils de nouvelles
- (it) Il vecchio e l'albero (1984)
- (it) La bellezza dell'universo (1986)
- (it) L'uomo invaso e altre invenzioni (1986) Le Voleur de souvenirs, traduit par Jacques Michaut-Paternò, Paris, Julliard, 1988  (ISBN 2-260-00543-8)
- (it) Calende greche (1990), édition révisée en 1992 Calendes grecques, traduit par Jacques Michaut-Paternò, Lagrasse, Verdier, 2000  (ISBN 2-86432-322-2)

### Poésie
- (it) L'amaro miele (1982) Le Miel amer, traduit par Renato Corona, édition bilingue, Coaraze, Éditions L'Amourier, coll. « Passages », 2006  (ISBN 2-915120-27-7)
- (it) Museo d'ombre (1982) Musée d'ombres, traduit par André Lentin et Stefano Mangano, édition bilingue, Paris, Istituto italiano di cultura, coll. « Cahiers de l'hôtel de Galliffet » no 8, 2008  (ISBN 978-2-9531837-0-2)
- (it) I languori e le furie (1995)

### Autres publications
- (it) Cere perse (1985) Cires perdues, traduit par Jacques Michaut-Paternò, Paris, Julliard, 1991  (ISBN 2-260-00693-0)
- (it) La luce e il lutto (1988) La Lumière et le Deuil, traduit par Jacques Michaut-Paternò, Paris, Julliard, 1991  (ISBN 2-260-00691-4)
- (it) Bluff di parole, Milano: Bompiani (1994)
- (it) Verga e il cinema. Con una sceneggiatura verghiana inedita di Cavalleria rusticana,  1996  (ISBN 8-877-51079-X)